# Sven Lindegård
Sven Lindegård, född 25 september 1924 i Norrköping, död 29 december 1994 i Växjö, var en svensk präst. Han var bland annat  biskop för Växjö stift i arton år, mellan 1973 och 1991. 

## Biografi
Lindegård växte upp som prästson i Norrköping och valde tidigt sin livsväg inom teologi. Hans utbildning fördelades mellan universiteten i Uppsala och Lund och han prästvigdes 1948 i Linköpings domkyrka. Han disputerade 1957 i Lund med en avhandling om svensk kyrkoförfattning och fortsatte som docent i praktisk teologi vid Lunds universitet där han bland annat undervisade i kateketik och homiletik. Under 1960-talet var han församlingspräst, först kyrkoherde i Kävlinge församling och sedan kontraktsprost i Rönnebergs kontrakt. Därefter lämnade han Skåne och blev domprost i Härnösands stift samt extra ordinarie hovpredikant.
Lindegård valdes 1973 till biskop för Växjö stift, där han verkade fram till pensionen 1991. Hans biskopstid kom att präglas av andan "samverkan mellan åsiktsgränserna", vilket även syntes i hans herdabrev Över gränser. Även om han främst såg sitt kall inom församlingslivet slutade han aldrig undervisa, och även som biskop höll han seminarier i predikokonst.
Lindegård omkom i en bilolycka i dåligt vinterväder utanför Växjö 1994 på väg hem efter en sammankomst i Svenska Frimurare Orden i Kalmar. Med i olycksbilen var Lindegårds efterträdare på biskopssätet i Växjö, Jan Arvid Hellström och en journalist, Bo J Pettersson, vilka också omkom i olyckan. I samband med deras 25-åriga dödsdag högtidlighölls de två biskoparna i Växjö domkyrka vid en minnesgudstjänst 2019.

## Engagemang och uppdrag
Den fråga som tydligast kom att prägla Lindegårds långa biskopstid var ämbetsfrågan, det vill säga frågan om kvinnliga präster, som var en stor debatt i stiftet under 1980-talet. Även om Sven Lindegård inte personligen var motståndare till kvinnliga präster och även vigde kvinnor så valde han för fridens skull att så långt som möjligt inte kräva att män som var av annan uppfattning prästvigdes tillsammans med kvinnor. Biskopen strävade generellt efter att på olika sätt arbeta gränsöverskridande och inkludera dem som var teologiskt oliktänkande. Han hade däribland ekumeniskt engagemang och bjöd regelbundet in de frikyrkliga ledarna på samtal i biskopsgården Östrabo. Biskopsparets stora gästvänlighet i hemmet kom att benämnas "Östraboandan". Den andan kom att prägla Växjö stift även under Sven Lindegårds närmaste efterträdares tid.
Lindegård verkade också för ett nära samarbete med kyrkorna i Östtyskland, framför allt i Greifswald. På hans initiativ gjordes insamlingar i Växjö stift för att bekosta bland annat bygget av ett församlingshus i Demmin, och medarbetare från båda sidor besökte ofta varandra. Lindegårds frekventa besök, inklusive gästföreläsningar vid Greifswalds universitet, ledde till att han där utnämndes till teologie hedersdoktor 1983.
Lindegård var ordförande i Svenska Jerusalemsföreningen 1984–1994, och genom den blev han engagerad i samarbete med människor både i Israel och på Västbanken och fick flera vänner även där.
Sven Lindegård var även aktiv inom Svenska Frimurare Orden, där han blev medlem redan på 1960-talet och vid sin död hade uppnått dess högsta grad. Han fick 1983 titeln "Ordens Högste Prelat" och utsågs även till ledamot (riddare) av Carl XIII:s orden.
Lindegård blev ledamot (riddare) av Nordstjärneorden 1972.